# Valentim Fagundes de Meneses
Valentim Fagundes de Meneses MSC (* 22. Juli 1953 in Agualva, Kreis Praia da Vitória) ist ein portugiesischer Ordensgeistlicher und römisch-katholischer Bischof von Balsas.

## Leben
Valentim Fagundes de Meneses trat der Ordensgemeinschaft der Herz-Jesu-Missionare bei. Anschließend studierte er Philosophie an der Pontifícia Universidade Católica de Campinas und Katholische Theologie an der Päpstlichen Theologischen Fakultät Nossa Senhora da Assunção in São Paulo. Fagundes de Meneses legte am 2. Februar 1979 die Profess ab und empfing am 2. Juli 1982 das Sakrament der Priesterweihe.
Nach der Priesterweihe war Valentim Fagundes de Meneses zunächst als Pfarrvikar und ab 1986 als Pfarrer der Pfarrei Pai Eterno e São José in Rio de Janeiro tätig. Daneben war er von 1984 bis 1988 Assessor der Brasilianischen Konferenz der Ordensleute in Brasília. Von 1989 bis 1991 wirkte Fagundes de Meneses als Pfarrer in El Salvador, bevor er 1992 Pfarrer der Pfarrei Imaculada Conceição in Nova Iguaçu wurde. Von 1992 bis 1996 war er zudem als Ausbilder für die Philosophiestudenten seiner Ordensgemeinschaft in Belford Roxo tätig und lehrte Pastoraltheologie am Philosophisch-Theologischen Institut Paulo VI in Nova Iguaçu. 1997 wurde Valentim Fagundes de Meneses Pfarrer der Pfarrei Nossa Senhora das Dores in Floresta do Araguaia und Ausbilder am Kleinen Seminar in Conceição do Araguaia. Von 2002 bis 2007 war er Pfarrer der Pfarrei Buen Pastor de Turubamba in Quito. Nachdem Fagundes de Meneses 2008 kurzzeitig als Pfarrvikar der Pfarrei Nossa Senhora do Sagrado Coração in Contagem gewirkt hatte, wurde er 2009 Pfarrer der Pfarrei Nossa Senhora da Ajuda in Monte Formoso.
Von 2012 bis 2014 war Valentim Fagundes de Meneses Vize-Provinzial der Ordensprovinz Rio de Janeiro der Herz-Jesu-Missionare und Pfarrer der Pfarrei Nossa Senhora do Sagrado Coração in Praça Seca. 2014 wurde Fagundes de Meneses Provinzial der Ordensprovinz Rio de Janeiro.
Am 29. Juli 2020 ernannte ihn Papst Franziskus zum Bischof von Balsas. Der Bischof von Macapá, Pedro José Conti, spendete ihm am 26. September desselben Jahres in der Kirche Nossa Senhora do Sagrado Coração in Praça Seca die Bischofsweihe; Mitkonsekratoren waren der Bischof von Almenara, José Carlos Brandão Cabral, und der Bischof von Caicó, Antônio Carlos Cruz Santos MSC. Die Amtseinführung erfolgte am 10. Oktober 2020.